# Pullman (Washington)
Pullman è una città degli Stati Uniti, sita nella Contea di Whitman nello Stato di Washington. Secondo il censimento del 2010 ha una popolazione di 29 799 abitanti, ma nel 2014 viene stimata di 31 682 abitanti.
Essa ospita il campus principale della Washington State University.